# Nasa hastata
Nasa hastata är en brännreveväxtart som först beskrevs av Ellsworth Paine Killip, och fick sitt nu gällande namn av Weigend. Nasa hastata ingår i släktet färgkronor, och familjen brännreveväxter. Inga underarter finns listade i Catalogue of Life.